# Саенко, Дмитрий Александрович
Дмитрий Александрович Саенко (род. 9 июня 1969, Ангарск, Иркутская область) — советский и российский хоккеист, защитник. Тренер.

## Биография
Начинал играть в ангарском «Ермаке», с 1984 года — в молодёжной команде киевского «Сокола». С 1986 года гакже игрок команды первой лиги ШВСМ Киев, 29 ноября 1988 года провёл единственный матч за «Сокол» в высшей лиге — в гостях против «Динамо» Минск (3:3). 11 сезонов (1991/92 — 2001/02) играл за тюменский «Рубин» / «Газовик», выступал за «Кедр» Новоуральск (2002/03), «Мотор» Барнаул (2003/04), «Айсберг» (Берёзовский район ХМАО, 2006/07, играющий тренер).
Серебряный призёр хоккейного турнира зимней Спартакиады народов СССР 1990 года в составе сборной Украинской ССР.
Тренер в команде «Газовик-Старт» (Ялуторовск, 2007/08). Тренер юношей в «Газовике» (2008—2013). Тренер в команде «Тюменский легион» (2013/14 — 2016/17, до 13 декабря), в мае 2015 года назначался главным тренером. Главный тренер команды «Югры»-ЮКИОР 2003 г. р. (2017—2018). В «Олимпийце» (Сургут) — главный тренер команды 2004 г. р. (2018—2020), главный тренер команды ЮХЛ (2020/21). С 2021 года — тренер в школе «Тюменского легиона».